# Liste des attentats islamistes meurtriers en Espagne
Pour un article plus général, voir Liste des attentats islamistes meurtriers en Europe.
 (juin 2025).
Si vous disposez d'ouvrages ou d'articles de référence ou si vous connaissez des sites web de qualité traitant du thème abordé ici, merci de compléter l'article en donnant les références utiles à sa vérifiabilité et en les liant à la section « Notes et références ».
Cette page recense la liste des attentats islamistes qui ont eu lieu en Espagne et qui ont fait au moins 1 mort.

## Années 1980-1989
| Date          | Ville  | Lieu(x)                | Nombre de morts | Organisation terroriste         | Victimes | Article détaillé       |  |
| ------------- | ------ | ---------------------- | --------------- | ------------------------------- | -------- | ---------------------- |  |
| 12 avril 1985 | Madrid | Restaurant El Descanso | 18              | Organisation du Jihad islamique |          | Attentat d'El Descanso |  |
| Total         | Total  | Total                  | 18              |                                 |          |                        |  |

## Années 2000-2009
- L'attentat du 11 mars 2004 à Madrid est le plus meurtrier de toute l'histoire du terrorisme en Espagne (191 victimes) et c'est l'attentat djihadiste le plus meurtrier d'Europe[1].

| Date         | Ville  | Lieu(x)                      | Nombre de morts | Organisation terroriste | Victimes | Article détaillé                    |  |
| ------------ | ------ | ---------------------------- | --------------- | ----------------------- | -------- | ----------------------------------- |  |
| 11 mars 2004 | Madrid | Trains de banlieue de Madrid | 191             | Al-Qaïda                |          | Attentats de Madrid du 11 mars 2004 |  |
| Total        | Total  | Total                        | 191             |                         |          |                                     |  |

## Années 2010-2019
| Date         | Ville     | Lieu(x)   | Nombre de morts | Organisation terroriste | Victimes | Article détaillé                              |  |
| ------------ | --------- | --------- | --------------- | ----------------------- | --- | --------------------------------------------- |  |
| 17 août 2017 | Barcelone | La Rambla | 15              | État islamique          | - 4 espagnol - 3 italiens - 2 portugais - 1 allemands - 1 canadiens - 1 belge - 1 argentins - 1 américains - 1 australiens | Attentats des 17 et 18 août 2017 en Catalogne |  |
| 18 août 2017 | Cambrils  |           | 1               | État islamique          | - 1 espagnol | Attentats des 17 et 18 août 2017 en Catalogne |  |
| Total        | Total     | Total     | 16              |                         | |                                               |  |

## Années 2020
| Date              | Ville         | Lieu(x) | Nombre de morts | Organisation terroriste | Victimes      | Article détaillé                        |  |
| ----------------- | ------------- | ------- | --------------- | ----------------------- | ------------- | --------------------------------------- |  |
| 17 septembre 2021 | Torre-Pacheco |         | 1               |                         |               | [ 2 ]                                   |  |
| 25 janvier 2023   | Algésiras     |         | 1               |                         | Un sacristain | Attentat du 25 janvier 2023 à Algésiras |  |
| Total             | Total         | Total   | 2               |                         |               |                                         |  |